# Grafschaft Altena

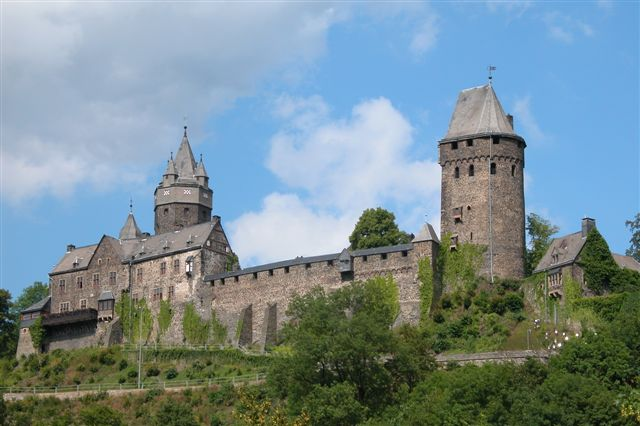
Residenz Burg Altena

Die Grafschaft Altena war ein ab der Bergischen Erbteilung von 1161 im Entstehen begriffenes Territorium im Heiligen Römischen Reich. Die Grafschaft umfasste ungefähr Besitzschwerpunkte und Rechte im Gebiet der heutigen Ortschaften Neuenrade, Lüdenscheid, Plettenberg und Meinerzhagen an der Volme. Der Mittelpunkt war die heutige Stadt Altena an der Lenne.

## Geschichte

### Entstehung
Das Gebiet der späteren Grafschaft Altena gehörte vermutlich seit der Heirat von Adolf von Huvili (Hövel) (= Adolf II. von Berg) aus dem Haus der Grafen von Berg mit Adelheid von Arnsberg in den 1120er Jahren zur Grafschaft Berg. Somit hatte das Haus Berg seine Besitzungen in das Gebiet des heutigen Ruhrgebiets und des Sauerlandes ausgedehnt.
Nach Darstellung des Historikers Johann Diederich von Steinen (1685–1759) sollen die Brüder Adolf und Eberhard, Nachfahren des Grafen von Kleve und Teisterband, dieses Gebiet um 1108 im Bereich der Lenne von Kaiser Heinrich V. für treue Dienste erhalten haben und dort die Burg Altena errichtet haben.
Von Steinen verwarf damit die Darstellung von Levold von Northof. Dieser legte den Bau der Burg Altena auf das Jahr 1000 und Otto III. zurück und behauptete, es handele sich bei den Gründern und Urvätern der Märker um zwei Brüder einer Linie der römischen Ursini.
Die eigenständige Grafschaft Altena entstand aufgrund einer Erbteilung 1161, durch die sich mit Eberhard I. von Berg-Altena eine Nebenlinie von den Grafen von Berg abspaltete. Dieser Familienzweig nannte sich Grafen von Altena; ihr Sitz war die Burg Altena.

### Altenaische Erbteilung
Eberhard I. von Berg-Altena starb am 23. Januar 1180. Spätestens in diesem Jahr kam es zwischen seinen Söhnen Arnold von Altena und Friedrich von Berg-Altena, deren Verhältnis nicht ganz spannungsfrei gewesen zu sein scheint, zu einer Erbauseinandersetzung, in deren Folge die väterliche Erbmasse akribisch geteilt wurde. Nach Uta Vahrenholt-Huland war Friedrich von Altena der Initiator der Erbteilung, für deren Art es in Westfalen kein Beispiel gibt. Im Gegensatz zur Berg-Altenaischen Territorialteilung von 1161 handelt es sich hier um eine Gemengeteilung. Gerechtsamkeiten, Alloden und Lehen wurden peinlich genau nach folgendem Teilungsprinzip getrennt:
- Beide Brüder besaßen gemeinsame, unteilbare Rechte an demselben Objekt.
- Beide Brüder verfügten über getrennte Rechte an demselben Besitz.
- Beide Brüder hatten verschiedene Güter oder Rechte an demselben Ort.
- Beide Brüder besaßen Rechte und Besitzungen in benachbarten Orten.

Nach diesem Teilungsmodus ging man auch bei der Aufteilung der Grafschaft Hövel zu Werke, die hierbei, genau wie die Grafschaften Bochum und Altena, zersplittert wurde. Die Großgrafschaft Hövel bestand aus drei Comitaten, den Grafschaften Warendorf, Ahlen und Unna. Warendorf und Ahlen lagen nördlich der Lippe im Bistum Münster, das Comitat Unna hingegen südlich der Lippe. Die Comitate wurden nun zwischen den Brüdern geteilt. Der Go Warendorf fiel Arnold zu, der Go Telgte gelangte an Friedrich.
Im Falle des Comitats Ahlen kam der Go Rinkerode, in dem auch die alte Hauptburg Hövel lag, die sich zuvor in Arnolds Besitz befunden hatte, an Friedrich von Altena. Der Go Ahlen wurde Arnold zugeteilt. Bei der Teilung des Comitats Unna erhielt Arnold den Go Benker Heide, Friedrich den Go Unna. Im Go Benker Heide, unmittelbar an der Lippe, nur wenige Kilometer von seiner ehemaligen Burg Hövel entfernt, lag Nienbrügge – lateinisch auch Novus Ponte genannt.
Vermutlich erst in den neunziger Jahren wurde auch die Grafschaft Bochum geteilt. Hierbei erhielt Friedrich den größeren Go Bochum. Arnold wurde mit dem kleineren Go Hattingen und der anschließenden Vogtei der Reichsabtei Essen abgefunden. Außerdem bekam er noch die Krumme Grafschaft zugesprochen.
Auch bei der Teilung der Grafschaft Altena war Arnolds Teil der Kleinere. Ihm fiel der Go Elsey zu, die Zwergherrschaft Osteric/Oesterich und der nördliche Teil der ehemals arnsbergischen Hälfte des 1103 zwischen Köln und Arnsberg geteilten Comitats Menden. Friedrich bekam den Südteil, wie auch den Go Iserlohn und den großen Go Lüdenscheid. Auch die altenaischen Rechte an der Grafschaft Valbert-Plettenberg wurden Friedrich übertragen.
Die Altenaische Teilung war kein Prozess, der in einem Zuge durchgeführt wurde, sondern zog sich vermutlich bis in die neunziger Jahre hin. Als Friedrich von Altena 1199 starb, muss er jedoch unumkehrbar vollzogen gewesen sein. Ansonsten hätte Friedrichs Sohn, Adolf I. Graf von Altena, der spätere Adolf I. von der Mark, wohl kaum unwidersprochen das Erbe des Vaters antreten können.
Obwohl Arnold und Friedrich, beide zu gleichen Teilen, ihre Stammburg Altena von Köln zu Lehen trugen, zog sich Arnold schon früh daraus zurück. Er verkaufte seinen Anteil nicht an seinen Bruder, sondern an seinen Lehnsherrn, den Erzbischof Philipp von Heinsberg. Nach Philipps Tod gelangte der Anteil der Burg dann wieder an ihn zurück, bis er sie 1200 an Adolf von Altena veräußerte, den ehemaligen Kölner Erzbischof und Herzog von Westfalen. Der Verkauf seines Burganteils ist möglicherweise als feindlicher Akt gegen seinen Bruder zu sehen, da der Erzbischof den Anteil an Fremde belehnte, die nun neben Friedrich auf der Burg Einzug hielten.
Genauso ist allerdings denkbar, dass der Erzbischof der eigentliche Initiator der Altenaischen Erbteilung war. Das Todesjahr Eberhards, das Jahr 1180, ist zugleich das Jahr, in dem Kaiser Friedrich Barbarossa aufgrund des Spruchs sächsischer Fürsten mit der Gelnhäuser Urkunde seinem Vetter Heinrich dem Löwen, dem damals mächtigsten Reichsfürsten, u. a. das Stammesherzogtum Sachsen entzog. Ein Teil des ehemaligen Sachsen wurde in die Hände des Erzbischofs von Köln gegeben, der von nun an den Titel eines Herzogs von Westfalen führte. Das auf diese Weise entstandene Herzogtum Westfalen umfasste aber bei weitem nicht das ganze sächsische bzw. westfälische Gebiet und hatte somit von nun an das Entstehen bedeutender, konkurrierender Territorien in seiner unmittelbaren Nachbarschaft zu fürchten. Die Altenaische Erbteilung könnte somit eines der Mittel gewesen sein, mit denen Erzbischof und Herzog Philipp von Heinsberg die Entstehung einer großen territorialen Herrschaft in Konkurrenz zu seinem Herzogtum schon im Ansatz zu verhindern suchte. Er könnte also Arnold von Altena zu dem Verkauf genötigt haben.
Dafür spricht auch das weitere Vorgehen Philipps im Hinblick auf die benachbarten Adeligen und ihre Güter. Der Adel dieser Zeit war aufgrund seiner gesellschaftlichen Verpflichtungen und des daraus folgenden ausschweifenden Lebensstils in ständiger Geldnot. Philipp von Heinsberg investierte große Summen, um die Allodien und Lehnsrechte an den Besitzungen solcher Adeliger aufzukaufen. Die so erworbenen Güter belehnte er dann an den Verkäufer zurück, wobei er sich zugleich dessen Vasallentreue sicherte. Auf diese Weise sicherte und vergrößerte er seinen Einfluss, zunächst im Kampf gegen Heinrich den Löwen, später zur Festigung seiner Herrschaft über das Herzogtum Westfalen. So verkaufte auch Friedrich von Berg-Altena das in der Nähe von Nienbrügge gelegene Flurstück Wiseberg, das sein Vater Eberhard für ihn erworben hatte, an den Kölner Erzbischof. Aus diesem Verkauf stammte das Geld für den Ankauf bzw. Auf- und Ausbau der märkischen Besitztümer, den Oberhof Mark und das Gelände des späteren Burghügels, auf dem zugunsten von Friedrichs Sohn Adolf, dem späteren Grafen Adolf I. von der Mark, die Burg Mark errichtet wurde. Auch das Gelände des Oberhofs bzw. der Burg war auf diese Weise in den Besitz des Kölner Erzbischofs gelangt. Philipp hatte die märkischen Güter um 1170 von dem Edelherrn von Rüdenberg Rabodo von der Mark angekauft. Als das Geschlecht derer von Rüdenberg wenig später im Mannesstamm ausstarb, fiel der märkische Besitz an den Kölner Erzbischof zurück, der ihn später an Friedrich von Berg-Altena übergab.
Friedrichs Bruder Arnold verfuhr mit Burg Nienbrügge ganz ähnlich. Der Ausbau Nienbrügges war notwendig geworden, weil Graf Arnold die ehemalige Residenz, Burg Hövel, im Zuge der Altenaischen Erbteilung an seinen Bruder Friedrich von Berg-Altena abtreten musste und auch die Burg Altena für ihn verloren war. Kurz nach ihrer Fertigstellung verpfändete Arnold die Burg Nienbrügge mit den beiden Ackergütern Westerwinkel und Heessen an den Kölner Erzbischof. Philipp von Heinsberg belehnte den Besitz nach Arnolds Vasallenschwur an diesen zurück. So wurde die Burg Nienbrügge wieder an Arnold übergeben, der für den Verkauf 500 Goldstücke erhielt. Nach der Neubelehnung erstellte er für die auf dem Klosterhof Hövel wohnenden Ordensfrauen etwa zwei Kilometer östlich von der Burg Nienbrügge eine neue Unterkunft und unterstellte den weiblichen Orden unter die Hausregel der Zisterzienser. Im Jahre 1193 wurde Arnold wieder Eigentümer der Besitzung. Adolf von Altena, neuer Erzbischof von Köln, unterstützte die Edelleute, die zum Teil eng mit ihm verwandt waren, indem er ihnen die Burgen und Alloden, die Philipp von Heinsberg gekauft hatte, zum Eigentum zurückgab.
In der Folge dieser Erbteilung nutzten beide Brüder die Burg Altena nur noch besuchsweise. Während Arnold sich mit Nienbrügge und Isenberg neue Wohnsitze an der Lippe und in Hattingen errichtete, verfügte Friedrich neben dem eigenen Erbe Burg Hövel möglicherweise noch über die alte Burg Krickenbeck im Rheinland – Erbe seiner Frau Alveradis von Krickenbeck-Millendonk, Tochter des Grafen Rainer – und vielleicht auch schon über den Oberhof Mark, auf dessen Weiden die Burg Mark errichtet wurde.

### Die Grafschaften Altena-Isenberg und Altena-Mark
Spätestens seit dem Erwerb des Oberhofes Mark und dem Bau der Burg Mark – vermutlich noch durch Friedrich von Berg-Altena – vor bzw. um 1198 bildete ein Teil von Altena und die Mark eine Doppelherrschaft. Der andere Teil, das arnoldsche Erbe formte die langsam die Grafschaft Altena-Isenberg aus. Deren Grafen Arnold und später Friedrich auch Vögte des Stiftes Essen waren.

#### Altena-Mark
Vermutlich muss man Friedrich als ersten Grafen von Altena-Mark ansehen, der die Güter bei Hamm erwarb die später der ganzen Grafschaft den Namen gaben. Sein Sohn Adolf I. hingegen nennt sich bereits nach der neuen Burg Mark. Er nennt sich erstmals 1202 Graf von der Mark, als er sich in einer Urkunde als puer Comes de marca bezeichnet. Das mittelalterliche puer bedeutet sinngemäß Knabe oder Knappe und nicht wie oft gemutmaßt Junggraf. Offenbar hatte er also zu diesem Zeitpunkt seine Ausbildung zum Ritter noch nicht abgeschlossen. Schon 1205 in einer weiteren Urkunde heißt es nur noch Comes de marca. Dies stimmt auch mit den damals üblichen Zeiträumen für die Ausbildung zu Rittern überein, zwischen dem 14. und 21. Lebensjahr diente der Knabe als Knappe am Hof eines „fremden“ Herrn, der seine Ausbildung übernahm. Wäre er erst wie einige Historiker annehmen, 1194 geboren, hätte er in diesem Jahr weder Zeuge eine Beurkundung sein können, noch wäre er 1205 ein fertiger Ritter gewesen. Daher kann angenommen werden, dass Adolf wohl schon zu Beginn der 1180er Jahre geboren wurde. Unter seiner Ägide entwickelte sich Altena-Mark zum Kern des später wichtigsten weltlichen Territoriums in Westfalen. Nach dem Scheitern der Linie Isenberg vereinte er die Grafschaft Altena wieder. Gebietskerne dieser späteren größeren Grafschaft lagen im Raum Hamm, südlich der Lippe, Kamen, Unna und um Altena. Erst später – nach 1225/43 – traten auch die isenbergischen Erbteile hinzu.

#### Altena-Isenberg
Arnold von Altena starb zwischen 1206 und 1209, über den genauen Todeszeitpunkt Arnold von Altenas gibt es in der Literatur unterschiedliche Angaben.
Nach Joseph Prinz verstarb Friedrichs Vater am 3. Mai des Jahres 1206 oder 1207. Josef Lappe aus Lünen datiert den Tod Arnolds ebenfalls auf das Jahr 1207. Nach Reinhold Stirnberg verstarb Arnold bereits Anfang des Jahres 1209. Ribhegge hingegen berichtet, dass Arnold und sein ältester Sohn Eberhard 1209 an dem Albigenserkreuzzug teilnahmen und dabei beide ums Leben kamen. Da sich das Kreuzfahrerheer erst Mitte des Jahres 1209 versammelte, kann der Todeszeitpunkt nach dieser Version erst in der zweiten Jahreshälfte des Jahres 1209 gelegen haben.
Fest zu stehen scheint jedenfalls, dass Arnold von Altena bereits vor seinem Sohn Eberhard verstarb.
Friedrich von Isenberg, ein jüngerer Sohn Arnolds von Altena, war ursprünglich für eine kirchliche Laufbahn vorgesehen und nach Stirnberg Domherr zu Köln. Er trat jedoch von diesen Ämtern zurück und wurde Mitregent seines Bruders Eberhards. Stirnberg vermutet, dass der Tod seines Bruders 1209 absehbar gewesen sein könnte, was diesen Schritt erklärt. Alternativ kann es jedoch auch eine reine Vorsichtsmaßnahme gewesen sein, um in kreuzungsbedingter Abwesenheit Arnolds, Eberhards von dem Isenberg kein Machtvakuum entstehen zu lassen und die Verwaltung Isenbergs und der Vogtei Essen zu sichern. In jedem Fall kam spätestens 1209 Friedrich von Isenberg auf den Grafenstuhl und wurde Vogt von Essen.
Zwischen ihm und der Äbtissin von Essen – Adelheid – kam es später zu Spannungen, die schließlich auch Papst, Kaiser und den deutschen König beschäftigen und den Erzbischof Engelbert von Köln, Erzieher des deutschen Königs, Reichsverweser, Herzog von Westfalen und Graf von Berg das Leben kosten sollten.
Um für den Rechtsstreit mit dem Stift gerüstet zu sein, hatte Friedrich die Isenberger Vogteirollen erstellen lassen, worin sorgfältig seine Rechte als Vogt und die zugehörigen Güter aufgezeichnet waren. Die kleine Vogteirolle stammt aus den Jahren vor 1220, die große aus dem Jahr 1221. Die Äbtissin hatte unterdessen den Erzbischof von Köln um Hilfe angerufen, der jedoch wohl über seinen nahen Verwandten Friedrich schützend die „untätige“ Hand hielt. Die Äbtissin Adelheid überging in der Folge den Erzbischof und wandte sich an den Papst und den Kaiser mit der Bitte um Hilfe gegen Friedrich, der dem Kloster mehr nehme als ihm zustünde. Dies und die bereits zuvor erlassene päpstliche Order, die Kirchengüter dem Zugriff der Vögte zu entziehen, waren die Gründe, die 1225 Engelbert zum Handeln zwangen. Friedrich lehnte es jedoch ab, die Vogtei über Essen niederzulegen und dafür mit Geldleistungen entschädigt zu werden. Daher berief der Erzbischof die Edlen Westfalens im November 1225 nach Soest auf einen Fürstentag, um den entstandenen Streit beizulegen. Doch konnte man sich in Soest nicht einigen, und so vertagte man sich auf ein weiteres Treffen einige Tage später zu Köln. Gemeinsam brachen Friedrich und Engelbert in Soest auf, der Erzbischof wollte auf dem Weg zu Schwelm eine Kirchweihe durchführen, Friedrich entweder auf die nur wenige Kilometer abseits der bischöflichen Straße von Soest nach Köln gelegene Burg Isenberg oder zu den weiteren Gesprächen nach Köln reisen. Doch zu den Gesprächen in Köln kam es nicht mehr. Am 7. November 1225 geriet Engelbert bei Gevelsberg in einen Hinterhalt und wurde mit mehr als vierzig schweren – 1978 an den Knochen nachgewiesenen – Verletzungen getötet. Wenige dieser Schläge hätten nach Ansicht der Gerichtsmediziner sicher ausgereicht, Engelbert zu töten. Seitdem gibt es zahlreiche Theorien über die Motive des Mordes und darüber, ob es ein Mord war oder doch nur eine missglückte Entführung. Als Quelle zum Geschehen gibt es nur die Lebensgeschichte Engelberts von Berg, die der Mönch Caesarius von Heisterbach im Auftrag der kölnischen Kirche verfasst hat.
In der Folge des Anschlages wird Engelbert dem mittelalterlichen Rechtsbrauch entsprechend in Köln gekocht, um das Fleisch von den Knochen zu lösen, das Fleisch in einem der Türme des alten Kölner Doms bestattet und die Knochen in Tücher gehüllt, um sie bei der Anklageerhebung vorzeigen zu können. So gerüstet, erhob der Elekt Heinrich von Müllenark am 1. Dezember 1225 auf dem Hoftag zu Nürnberg Klage gegen Friedrich  als Hauptverschwörer und verlangte, ihn in Acht und Bann zu schlagen. Der angesichts der Knochen seines Erziehers vermutlich tief betroffene minderjährige König, der zudem gerade hatte heiraten wollen – Engelbert sollte eigentlich die Trauung vollziehen –, überging die Einwände des Adels, dass man Friedrich nicht in Abwesenheit und ohne Möglichkeit der Gegenrede verurteilen könne. Darauf brach ein Tumult los, bei dem mehrere Adlige zu Tode gequetscht wurden.
Die Kölner setzten ein Kopfgeld auf Friedrich aus, in Höhe von 2100 kölnischen Mark (1 Mark = 233,8123 g Silber). Als dieser auf dem Rückweg vom Papst, zu dem er mit seinen Brüdern dem Bischof von Münster und dem Bischof von Osnabrück geflohen war, verraten und an Köln ausgeliefert wurde, stellte ihn Müllenark vor Gericht, wobei er Kläger und Richter in einer Person war und damit wider mittelalterlichem Rechtsbrauch handelte. Im Beisein seiner schwangeren Frau Sophie von Limburg verurteilte man ihn und flocht Friedrich vor dem Severinstor auf das Rad.

### Wiedervereinigung der Grafschaft Altena
Adolf I. Graf von der Mark stellte sich spätestens nach dem Mord konsequent an die Seite Kölns und besetzte das isenbergische Erbteil des Altenaischen Grafenhauses mit Billigung der kölnischen Kirche. Die isenbergische Burg und Stadt Nienbrügge bei Hamm wurde geschleift und die Bürger in den Ham zwischen Ahse und Lippe, etwa 1 km weiter östlich Umgesiedelt. Adolf verlieh der neuen Siedlung das Stadtrecht am Aschermittwoch 1226. Die Burg Isenberg wurde ebenfalls durch kölnischen und märkische Truppen besetzt und geschleift, einige Kilometer Flussaufwärts in Blankenstein errichtete Adolf dafür die Burg Blankenstein. Das Erbe der Grafen von Berg ging den Nachfahren des in der Hauptlinie erloschenen Hauses Berg den Linien Altena-Mark und Altena-Isenberg jedoch verloren. Es ging wie von Engelbert Jahre zuvor bestimmt nach seinem Tod an seine Nichte und deren Nachfahren.

### Isenberger Wirren
Hauptartikel: Isenberger Wirren
Seit 1225 hatte Adolf fast alle isenbergischen Güter eingezogen – die Vogtei Essen ging an das Erzbistum. Doch 1232 forderten die verbliebenen Brüder und der Sohn Friedrichs das Erbe zurück. Unterstützt von seinen Onkeln, dem Bischof von Osnabrück, dem Herzog von Limburg und Grafen von Berg, kam es kurz, nachdem Adolf I. die Forderungen abgelehnt hatte, zur Fehde. Die Kämpfe führten in elf Jahren jedoch nur zu geringen Geländegewinnen der Isenberger und zu einem militärischen Patt. 1243 verkaufte Adolf I. zuerst das mütterliche Erbe Krickenbeck an seinen Schwager Otto von Geldern, wobei unklar bleibt, ob es geschah, um Kriegskosten zu bezahlen, oder als Dank für Hilfen während der Fehde. Zwei Monate später endete der Konflikt mit einem Vertrag über die Isenberg – Besitzungen im Münsterland, welcher die Krumme Grafschaft und die während der Fehde errichtete Burg Hohenlimburg als Kern der winzigen Grafschaft Limburg aus dem väterlichen Besitz einbrachte. Jedoch musste Dietrich diese als Dank für die Hilfe des Grafen von Berg von diesem zu Lehen nehmen. Auch der Name Limburg war ein Dank an seine Unterstützer aus dem Haus Limburg im heutigen Belgien.
Adolf I. hingegen konnte einen erheblichen Anteil der isenbergischen Güter behalten. Die Krumme Grafschaft im Raum Bochum fiel später wieder an die Märker, auch die Vogtei über das Stift Essen und die Abtei Werden fielen ihnen wieder zu.

### Erbteilung in Altena und Mark
Nach dem Tod Adolf I. von der Mark, Altena und Krickenbecks übernahm dessen Sohn Otto von der Mark, Graf von Altena 1249 bis 1262 mit dem Einverständnis von dessen Bruder Engelbert I. Graf von der Mark kurzzeitig die Herrschaft in der Grafschaft Altena. Otto ordnete die Verwaltung in Altena neu und errichtete auf der Burg Altena einen neuen Palas. Er starb 1262 als letzter amtierender Graf von Altena.

### Das Ende der Grafschaft Altena – 1262
Mit dem Tod Ottos fiel die Grafschaft Altena wieder an Engelbert I. und wurde mit der Grafschaft Mark verschmolzen. Ihr Name verschwand nun dauerhaft zu Gunsten des Namens Grafschaft Mark. Schon ab 1225 wurde der Titel vom Herrscherhaus kaum noch genutzt. Nur Otto verwandte ihn nochmals von 1249 bis 1262.

## Herrscher der Grafschaft Altena

### Linie Berg-Altena
- 1161–1180   Eberhard I. von Berg-Altena

Altenaische Erbteilung 1180

### Linie Berg-Altena-Isenberg
- 1180–1206/9 Arnold von Altena
- 1206/9–1209   Eberhard von Altena-Isenberg
- 1209–1225   Friedrich von Isenberg
- 1225–1301   Dietrich von Altena-Isenberg, Erster Graf von Limburg erhob bis 1243 Ansprüche auf Altena-Isenberg. Verlor jedoch den größten Teil von Altena-Isenberg an Adolf I. von der Mark

### Linie Berg-Altena-Mark
- 1161–1198   Friedrich von Berg-Altena, Graf von Altena und Krickenbeck; erwarb vermutlich nach 1180 die Mark
- 1198–1249   Adolf I. von der Mark, Graf von der Mark, Altena und Krickenbeck; zog 1225 Altena-Isenberg ein, verkaufte 1243 Krickenbeck und behielt im Frieden mit Dietrich von Altena-Isenberg und dem Limburgern weite Teile Altena-Isenbergs.
- 1249–1262   Otto von der Mark, letzter Graf von Altena

Nach 1262 blieb Altena bei Mark und der Titel sowie die Grafschaft gingen in der Grafschaft Mark auf. Die Linie Adolfs I. herrschte bis zu ihrem Erlöschen 1609 in der Mark.